# حمله متقابل (مجموعه تلویزیونی)
حمله متقابل (انگلیسی: Strike Back) نام یک سریال تلویزیونی بریتانیایی-آمریکایی در سبک اکشن می‌باشد. این فیلم از روی رُمانی به همین نام ساخته شده‌است.